# Тимковский, Иван Осипович
Иван Осипович Тимковский (1768—1837) — цензор, директор гимназий и училищ Петербургской губернии; доктор медицины; действительный статский советник.

## Биография
Родился  в июне 1768 года — 13 июня или 23 июня.
С августа 1781 года учился в Московской университетской гимназии. По окончании её был принят студентом на медицинский факультет Московского университета; в ноябре 1791 года экзаменовался в Петербурге при медицинской коллегии, после чего ему дано было право представить диссертацию. Вследствие болезни он воспользовался этим правом лишь через полтора года, когда представил в медицинскую коллегию диссертацию: «De structura ventriculi ejusque functione»; 19 декабря 1793 года был признан доктором медицины и назначен в Московский военный госпиталь сверх комплекта.
В июле 1795 года был направлен врачом в Иркутское наместничество. Пробыв здесь полтора года, попросил о переводе в Московский военный госпиталь, хотя бы сверх штата и без жалованья, что и было удовлетворено в сентябре 1797 года. В феврале 1800 года по собственной просьбе был переведён в Петербургский «физикат» без жалованья, которое он стал получать лишь с 1802 года.
В 1804 году был назначен петербургским цензором и оставался в этой должности до 1821 года. Будучи цензором, Тимковский не разрешил печатать стихотворение А. С. Пушкина «Русалка», но разрешил семнадцать его стихотворений в 1817—1820 гг., а также «Руслана и Людмилу». Как цензор был известен строгостью и мелочной придирчивостью; эти его качества Пушкин и имел в виду в стихотворениях «Друг Дельвиг, мой парнасский брат» (1821), «Второе послание к цензору» (1824)  и эпиграмме: «Тимковский царствовал…» (1824).
С 1807 года — коллежский советник, с 1811 года — статский советник, с 1830 года — действительный статский советник.
Он также заведовал больницами в обеих столицах. За усердие по службе был награждён орденом Св. Анны 2-й степени (03.07.1809), бриллиантовым перстнем и орденом Св. Владимира 3-й степени (12.12.1816). В 1811 году был назначен смотрителем вольных пансионов в Петербурге, а затем, в том же году, — директором гимназий и училищ Петербургской губернии, оставаясь на этой должности до 1822 года. В 1817 году был определён также членом военной комиссии учебных пособий кантонистам поселенческих войск, а в 1819 г. — членом совета по учебной части в Петербургском учительском при университете институте. Со службы в физикате был уволен в 1827 году.
Публиковал свои сентиментальные стихотворения в журнале «Иппокрена».
Перевёл с французского языка «Врач светских людей», соч. Тиссота (Москва 1792) и поместил в «Pharmaceutische Zentralblatt» статью «Togurak-Seife» (1832, № 21).
Умер в Санкт-Петербурге 4 (16) апреля 1837 года. Похоронен на Большеохтинском кладбище.

## Семья
Был женат на Екатерине Григорьевне Шелеховой (18.11.1782—15.11.1842), дочери Г. И. Шелехова. Их сын, Константин (1814—1881), проходил по делу Петрашевского. Также у них родились, умершие в младенчестве: Николай (?—1801), Александр (?—1801), Михаил (?—1810), Наталья (?—1806), Варвара, Александра (?—1835). Также с родителями на Большеохтинском кладбище были похоронены дочери Наталья (1809—1830) и Ольга (?—1832).